# Яценко Оврам Семенович
Оврам (Аврам) Семенович Яценко (нар. ? — 1938) — український бандурист.

## Життєпис

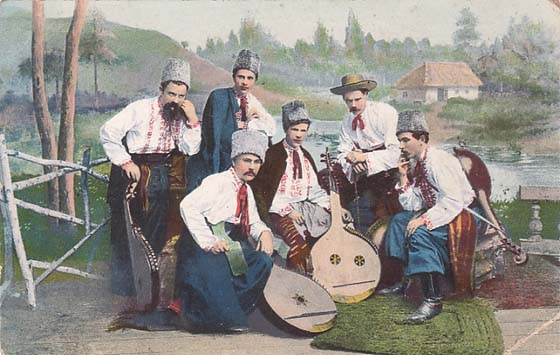
Студентська капела бандуристів (1908). На фотографії: 1. Кашуба (Кошуба) Марко Пилипович (1875—1934), 2. Копань (Копан) Георгій Якович (1890—1937) 3. Панченко Федір Петрович, (без бандури) 4) Сидить Потапенко Василь Васильович, (колишній поводир Т. Пархоменка) 5) Яценко в капелюсі (організатор капели) (1870-1935) 6) Войцех Григорій Євтихович (1877—1937)

Із села Харківці Бориспільського району Київської області. Іноді неправильно пишуть, що був учасником першої капели бандуристів у Києві з 1918 року, але лише приєднався у 1923 році коли відродили Київську капелу бандуристів. Репресований 1934 року та зазначений, що помер у 1938 році. В інших джерелах (Полотай) подають, що помер у 1954 році. Яценко вивчав гру на бандурі у класі бандури в Лисенківській школі у кобзаря І.Кучеренка. Він був відомий як яскравий виконавець інструментальних танків на бандурі.